# CdmaOne

cdmaOne網路結構圖

cdmaOne是高通公司與Telecommunications Industry Association（TIA）基于CDMA技术發展出來的2G移动通信标准，标准名稱是IS-95。cdmaOne是CDMA Development Group（CDG）为该技术申请的商标。
IS-95是TIA为最主要的基于CDMA技术的2G移动通信的空中接口标准分配的编号，即Interim Standard（暂时标准）95，它也经常作为整个系列的名称使用。
IS-95及其相关标准是最早商用的基于CDMA技术的移动通信标准，它或者它的后继CDMA2000也经常被简称为CDMA。
由2G cdmaOne标准延伸的3G标准為CDMA2000（IS-2000）。

## 應用
CdmaOne 服務主要曾在以下國家或地區提供：
- 北美
- 日本及南韓（兩國的2G電訊並無GSM服務）
- 香港（和記電訊獨家，但和記亦有提供GSM服務；至於其他電訊商主要提供GSM服務）
- 中国大陆（由长城133网 （页面存档备份，存于）建设，后于2002年并入中国联通 （页面存档备份，存于）；中国联通此前主要提供GSM服务，后来升级1xRTT于2008年重组卖给中国电信运营）

## 參看
- 2G
- 3G
- GSM
- CDMA
- CDMA2000